# Le Temps des troubles (Troyat)
Pour les articles homonymes, voir Temps des troubles.
Le Temps des troubles est un récit historique écrit par l'historien et écrivain français d'origine russe Henri Troyat.

## Présentation
Cette période de l'histoire russe a beaucoup intéressé Henri Troyat qui a écrit un Ivan le Terrible et écrira en 2008 une biographie du tsar Boris Godounov, l'un des principaux protagonistes de cette époque. L'auteur y inclut aussi le règne de Fédor Ier, le fils d'Ivan le Terrible qui a régné sous la férule de Boris Godounov, période qui va donc de la mort d'Ivan le Terrible en 1594 jusqu'à l'avènement de Michel Romanov en 1613. Pendant cette période de grande instabilité qui a duré une quinzaine d'années, au début du XVIIe siècle, les intrigues, coups d'état, rivalités et assassinats des prétendants au trône se sont succédé à un rythme effréné faisant de l'état russe 'le malade de l'Europe'.
Henri Troyat découpe cette période de la façon suivante :
- Fédor Ier (1594-1598) ;
- Irina Godounova (1598-1598) et Boris Godounov (1598-1605) ;
- Fédor II (1605)
- Dimitri II (1605-1606) (Premier faux Dimitri (1605-1606), usurpateur) ;
- Vassili IV Chouiski (1606-1610) ;
- Second faux Dimitri (1610), usurpateur ;

- interrègne (1610-1613).
  - En Russie, l'Interrègne désigne la période qui s'écoule entre la chute de Vassili IV Chouiski, en juillet 1610 et l'avènement de Michel III Romanov, le 4 mars 1613.
  - Le pouvoir est alors entre les mains de la Douma des boyards autocrates qui nomment en 1610 un triumvirat composé de Liapounov, Troubetskoï et Zarucki.
  - La Douma va finir par choisir, le 17 août 1610, le fils du roi Sigismond III Vasa de Pologne, Ladislas de Pologne (Ladislas Vasa (1610-1613))

## Contenu et résumé
Ce qui intéresse Henri Troyat, c'est d'étudier les circonstances de cette situation qui a failli être néfaste pour la Russie, comment les problèmes font 'boule de neige' jusqu'à devenir inextricables. L'assemblée russe, la douma est dominée par une noblesse conservatrice qui veut garder le pouvoir par l'intermédiaire d'un tsar qui devra être un des leurs, en tous cas à leur entière dévotion. Les principaux protagonistes ne reculeront devant aucun moyen dans la course au pouvoir, les boyards pour conserver leurs avantages et surtout oublier un pouvoir fort et retomber sous le joug d'un nouveau Ivan le Terrible, Boris Goudounov par, son goût du pouvoir dont la vie fascinera nombre d'artistes.
Ces luttes intestines sans merci, l'absence d'un pouvoir réel ou tout du moins la déliquescence du pouvoir politique va susciter des appétits, des révoltes, comme ces deux faux Dimitri, le frère cadet de Fédor 1er, probablement exécuté sur ordre de Boris Goudounov (c'est au moins l'hypothèse retenu dans l'ouvrage). Parfois aveuglés par leur volonté de pouvoir, ils passeront au meurtre, à la guerre civile, aux fautes politiques comme cet appel de la Douma à un prince étranger, un polonais en plus, ce que ne pouvaient admettre un certain nombre de patriotes et beaucoup de gens du peuple qui ne comprenaient pas ces alliances et 'désalliances', ces combinaisons incompréhensibles de cénacles césariens.

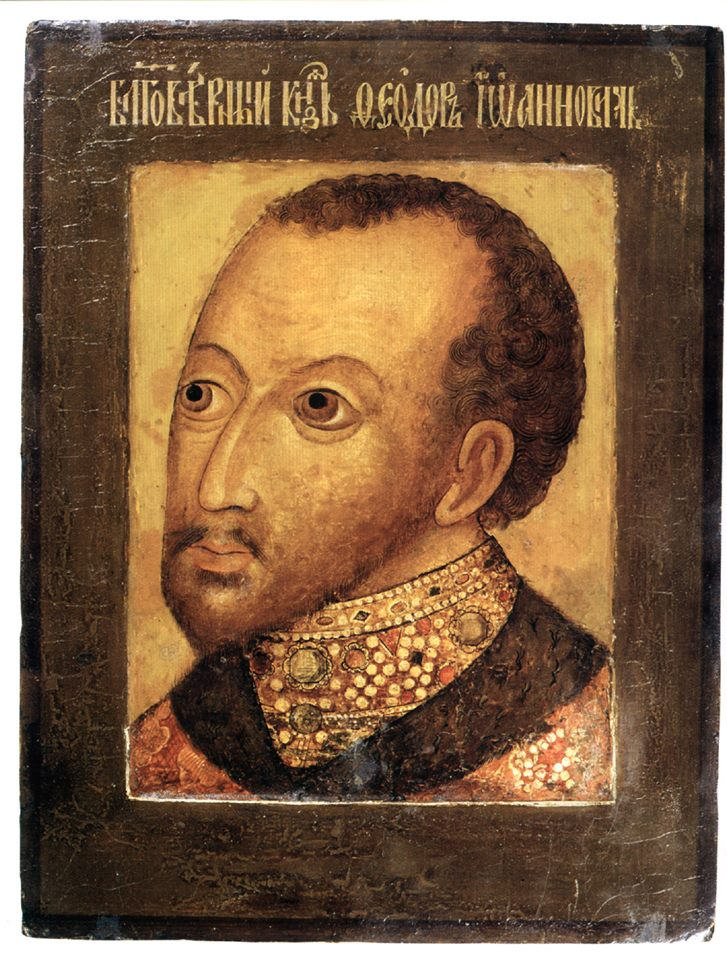
Fédor 1er
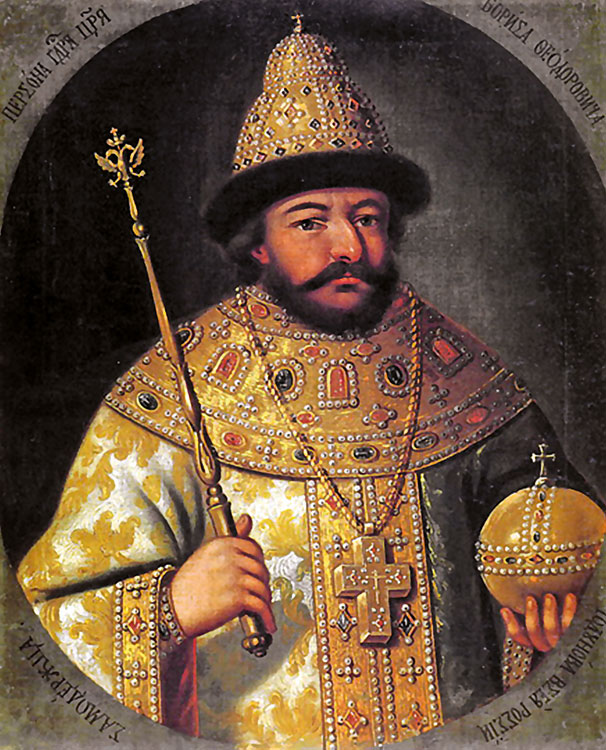
Boris Goudounov
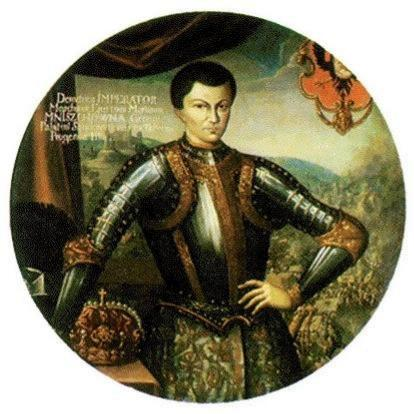
Dimitri II
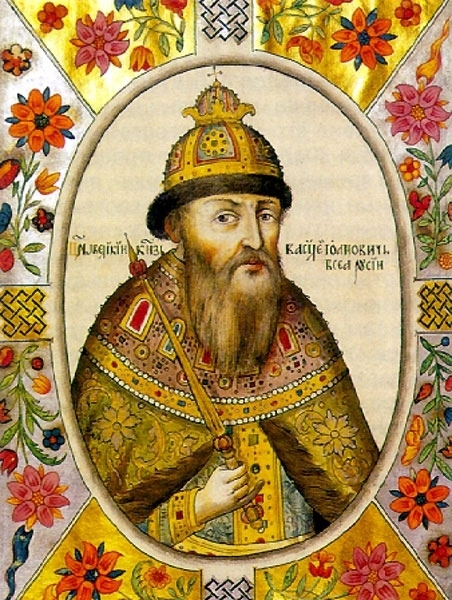
Vassili IV